# Хрещатик, 32
Будинок № 32 — київська будівля у стилі модерну з елементами італійського  (флорентійського) Відродження. Одна з небагатьох споруд, що збереглася на Хрещатику після підриву середмістя Києва радянськими диверсантами у 1941 році.
За визначенням дослідників, пам'ятка — один із найкращих зразків дорадянської забудови Хрещатика.
Постановою Ради міністрів УРСР «Про доповнення списку пам'яток містобудування і архітектури УРСР, що перебувають під охороною держави» № 442 від 6 вересня 1979 року будівля внесена до державного реєстру пам'яток архітектури і містобудування (охоронний номер 442).

## Історія ділянки

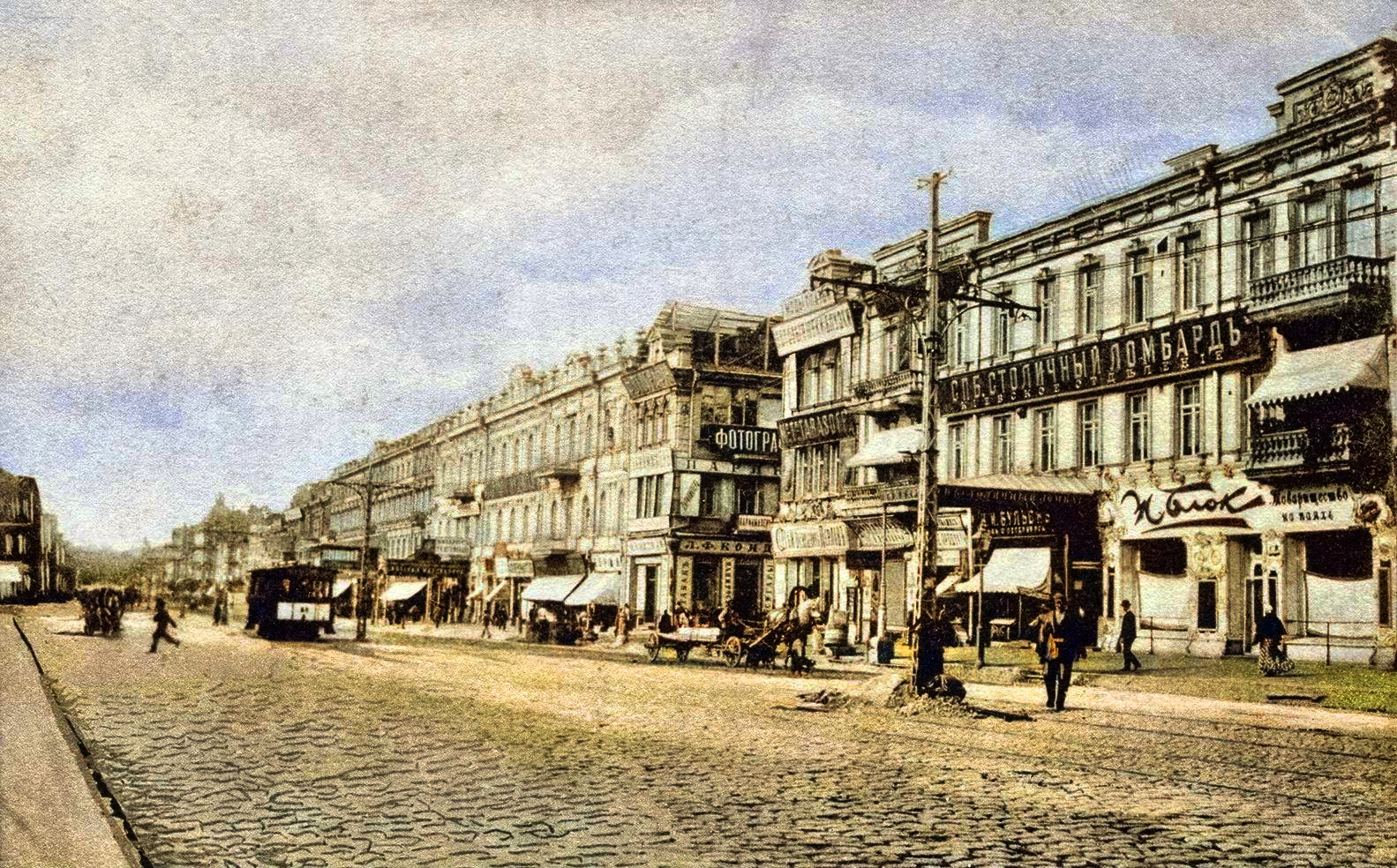
Триповерховий будинок (праворуч), на місці якого збудують банк. Близько 1905 рік

У ХХ сторіччі садиба належала підполковнику Павлові Нечаєву. На ній стояв триповерховий будинок з крамницями на першому поверсі.
У цей час економічне піднесення краю сприяло зростанню оберту капіталів. Величезну роль у пожвавленні фінансової діяльності відігравав збут цукру. Київська, Подільська й Волинська губернії виробляли один мільйон тонн цього продукту на рік, що становило більше половини загальноімперської частки. Два російські міжнародні банки, які мали в Києві свої відділення, зосереджували до 90 % з експорту цукру. Зрештою, кількість банків та їхніх філій у Києві станом на 1917 рік зросла до 35 установ.

## Будівництво і використання споруди

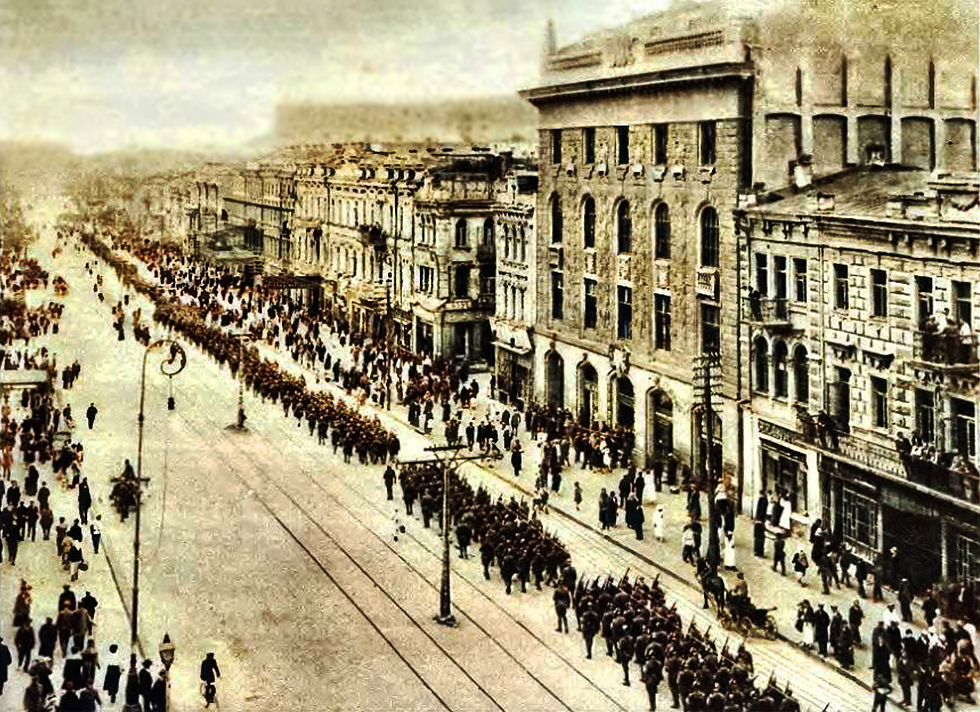
Польсько-український парад 1920. Будинок № 32 другий справа

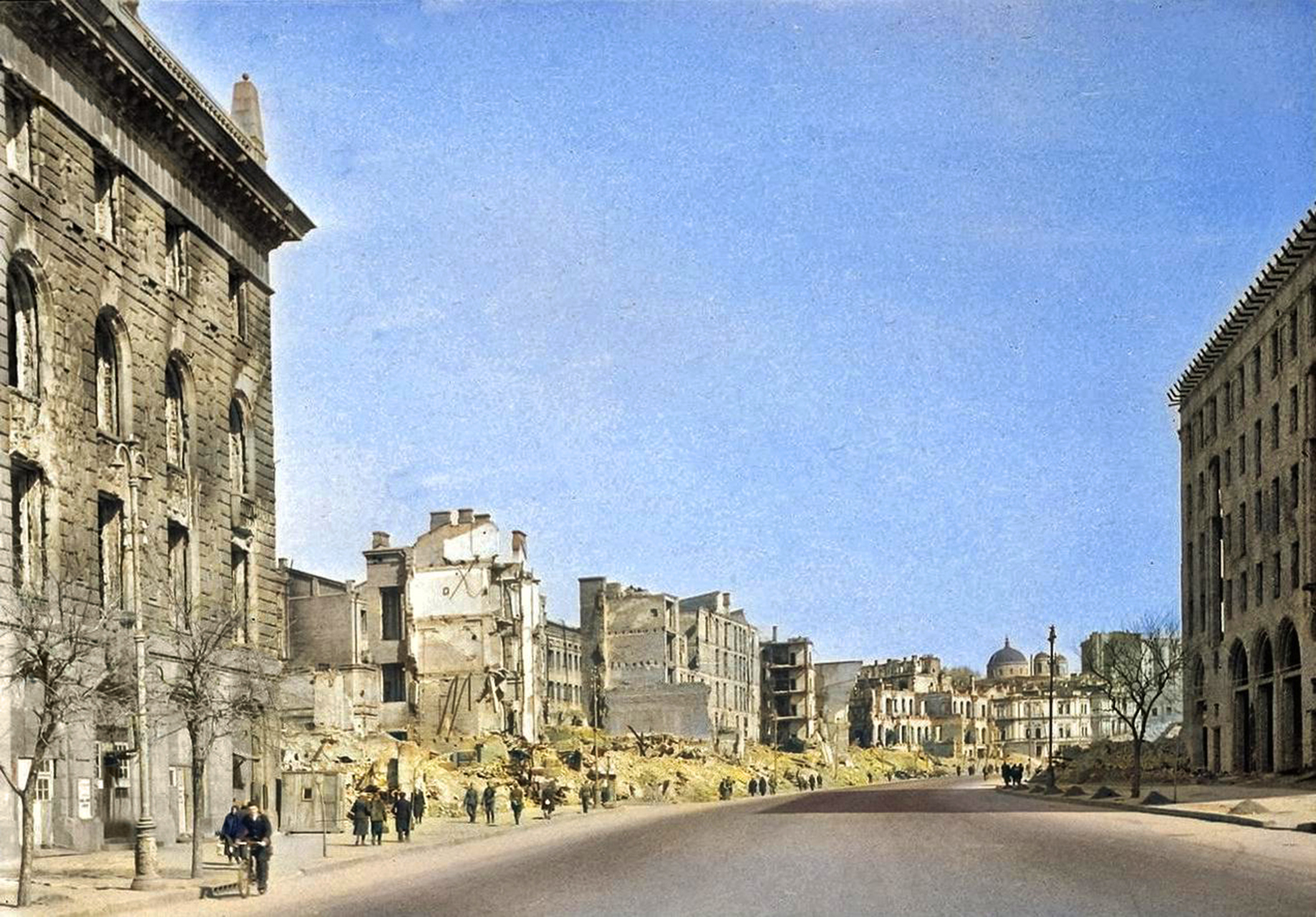
Уцілілий після підриву Хрещатика в 1941 році будинок № 32 (ліворуч)

1908 року ділянку викупив Російський банк для зовнішньої торгівлі для своєї київської філії. Кам'яницю спорудили за проєктом і під керівництвом російського архітектора шведського походження Йогана-Фрідріха (Федора) Лідваля. Оздоблення виконав художник-скульптор В. Кузнецов. Будівництво завершилось 1915 року, у розпал Першої світової війни. А 1917 року вибухнула революція. Тому банківська установа користувалася будівлею короткий час.
Керував київським відділенням банку Абрам Добрий, який згодом увійшов до складу фінансової міждержавної комісії Української Народної Республіки. Він водночас був співвласником заводів цукрозаводчика Бродського. Під час війни, за повідомленням російської військової контррозвідки, Добрий навмисно скоротив продаж цукру на внутрішньому ринку імперії на користь торгівлі з ворогом. 1916 року його заарештували, але після втручання покровителів відпустили. 1917 року банкіра звинуватили у штучному завишенні ціни на продовольство. Але завдяки революційним подіям він уникнув повторного арешту.
Комерційна діяльність Доброго, який продовжував співпрацювати з німцями, викликала невдоволення тепер уже у таємної організації «Комітет порятунку України», до складу якої входило кілька урядовців УНР. 24 квітня 1918 року міністри військового відомства Олександр Жуковський, внутрішніх справ Михайло Ткаченко, земельних справ Микола Ковалевський і голова департаменту МВС Юрій Гаєвський арештували, а фактично викрали комерсанта, бо не було офіційної ухвали про арешт. Справа Доброго набула широкого резонансу й обурила німецьке командування, оскільки банкір був діловим партнером Німецької та Австро-Угорської імперій. Зрештою, це пришвидшило повалення німцями уряду Центральної Ради. З приходом до влади гетьмана Павла Скоропадського Абрама Доброго звільнили.
22 січня 1919 року більшовики націоналізували приміщення банку і згодом передали Київському окружному фінансовому відділу. Після перенесення столиці УСРР до Києва у 1934 році тут розмістився Наркомат фінансів УСРР, республіканська контора Держстраху, обласний та міський фінвідділи.
24 вересня 1941 року радянські диверсанти підірвали Хрещатик. Вибухівку заклали, зокрема, у прилеглих спорудах — №  28/2 і 30/1. Кам'яниця зазнала значних ушкоджень.
1950 року будинок відновили. У ній розмістилися управління головного архітектора Києва та проєктний інститут «Київпроєкт».
У 1950—1955 роках тут працював Анатолій Добровольський. Він у складі групи архітекторів, до якої увійшли також Олександр Власов, Борис Приймак, Віктор Єлізаров, Олександр Малиновський, брав участь у відбудові Хрещатика.

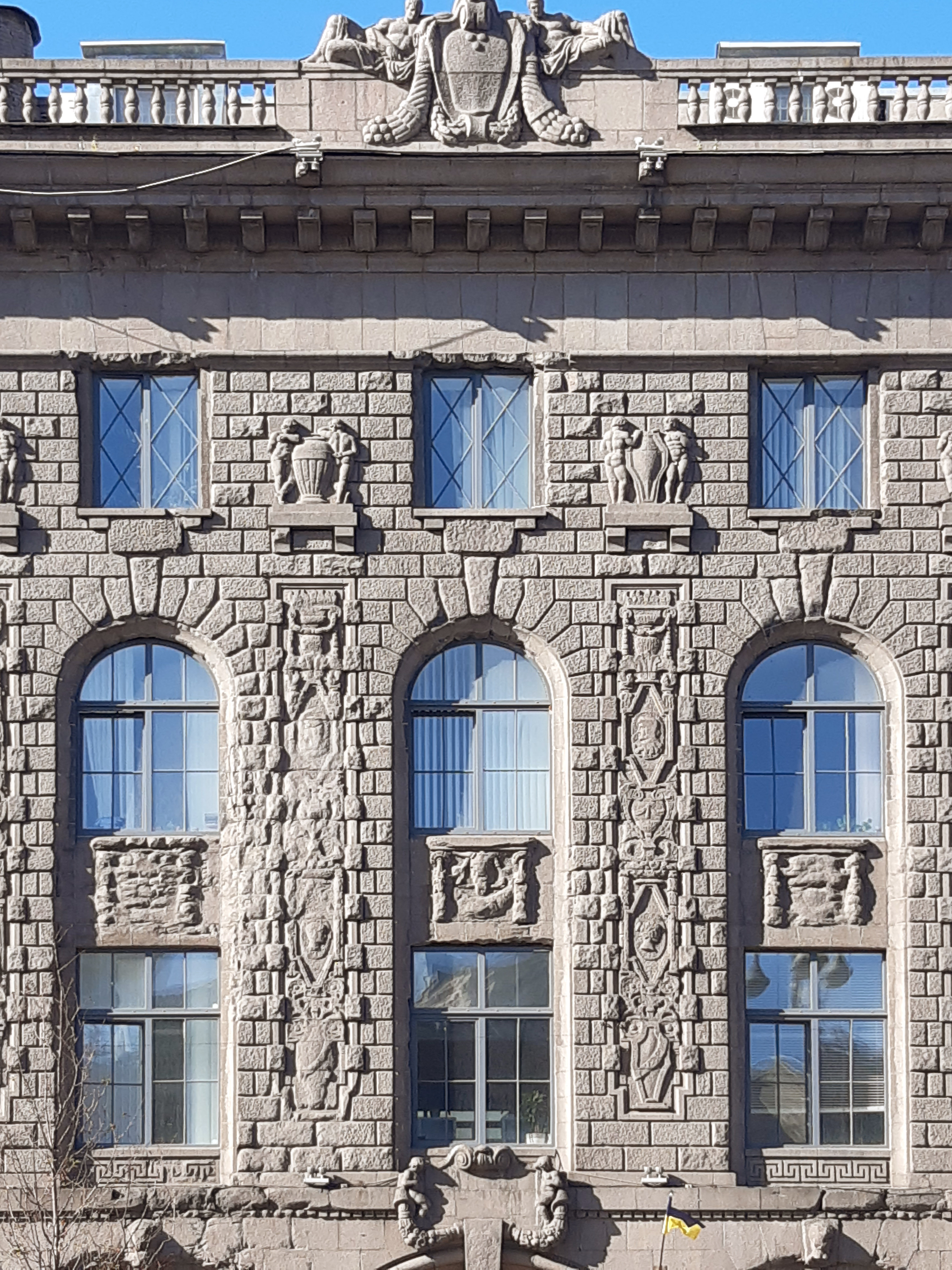
Фасад

У 1955—1973 роках крісло головного архітектора міста займав Борис Приймак, один з архітекторів Хрещатика, Головпоштамту, готелю «Москва» (тепер «Україна») та інших споруд.
У 1974—1980 роках посаду керівника архітектурного управління займав Ігор Іванов. Він брав участь у реконструкції Майдану Незалежності, проєктуванні й будівництві готелю «Козацький» та інших будинків.
Станом на 2020 рік приміщення займає департамент містобудування та архітектури Київської міської державної адміністрації. На першому поверсі містяться крамниці.

## Архітектура
Чоловий фасад потрактований у модернізованому стилі з елементами флорентійського Відродження. Фасад заввишки у чотири поверхи покритий рустом й облицьований шведським гранітом.
Замкові камені вітрин і брами оздоблені маскаронами. Портал парадного входу з великим картушем фланковано гірляндами.
Простінки на рівні другого—четвертого поверхів прикрашають зображення ваз, медальйонів, фестонів та алегоричних профілів.
Вікна п'ятого поверху виходять на подвір'я.
Будівлю увінчує високий парапет-балюстрада з композицією у вигляді картуша з напівлежачими фігурами і рогами достатку — символом багатства.

## Галерея

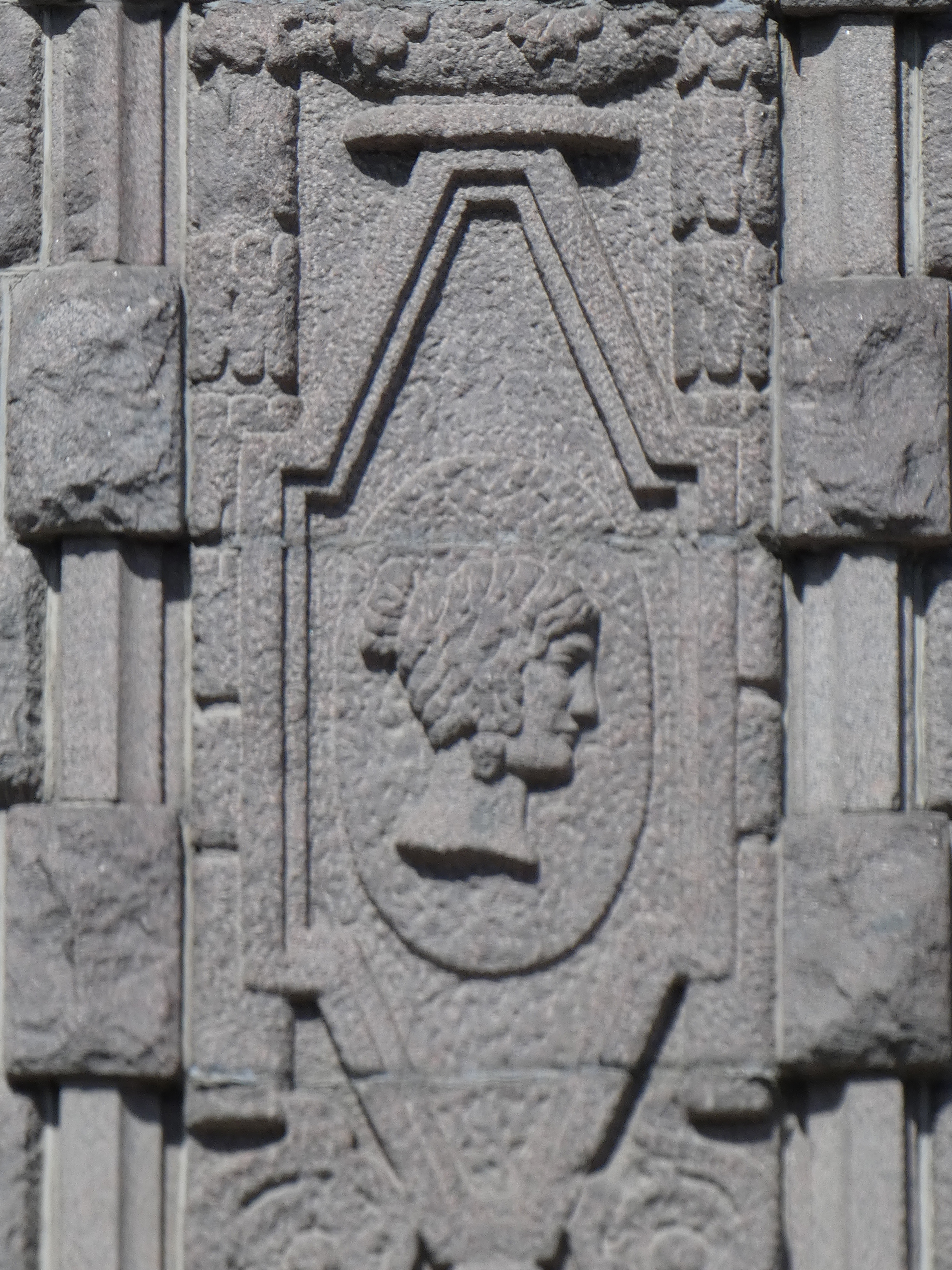
Алегоричний профіль
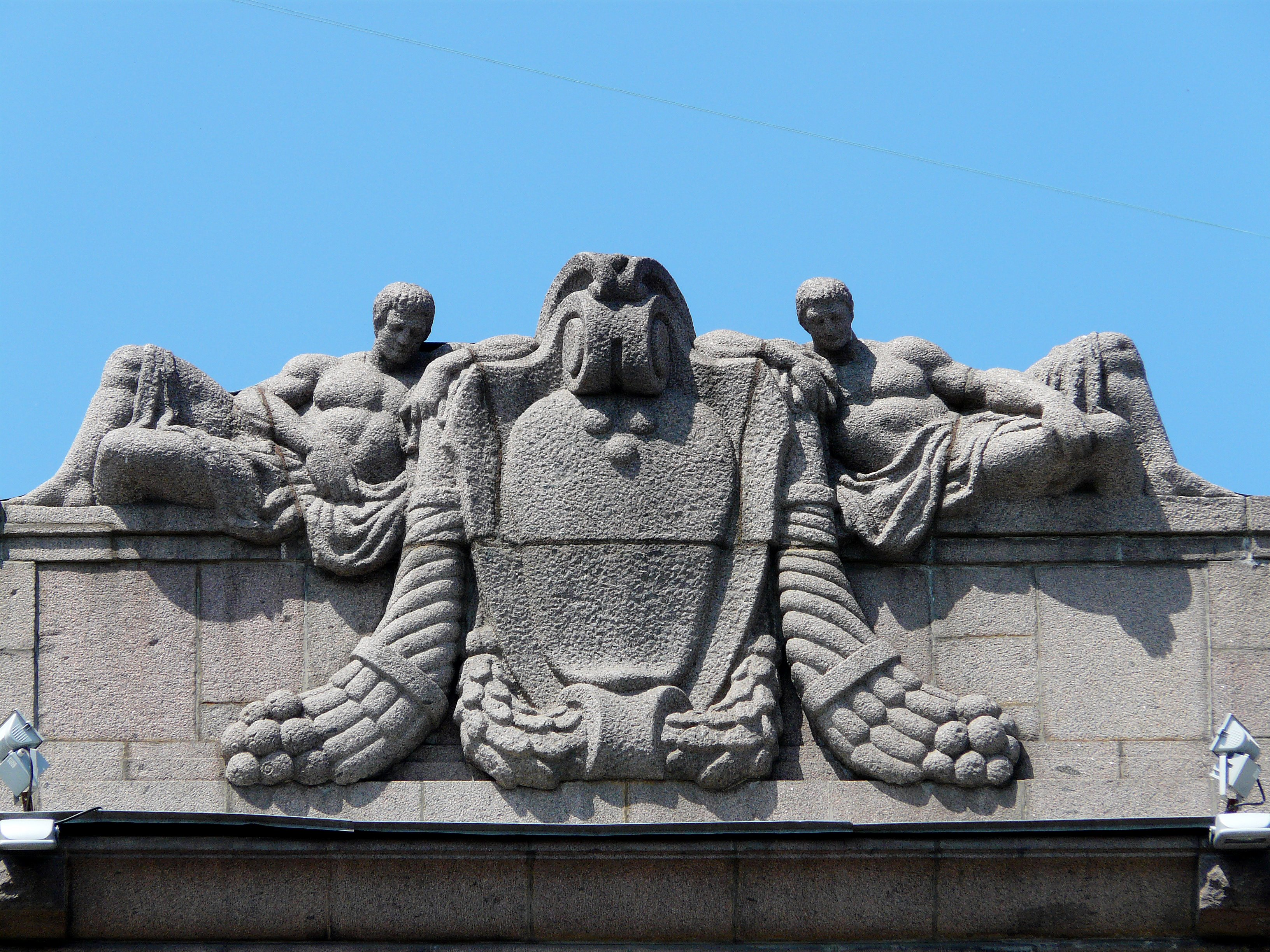
Картуш із рогами достатку
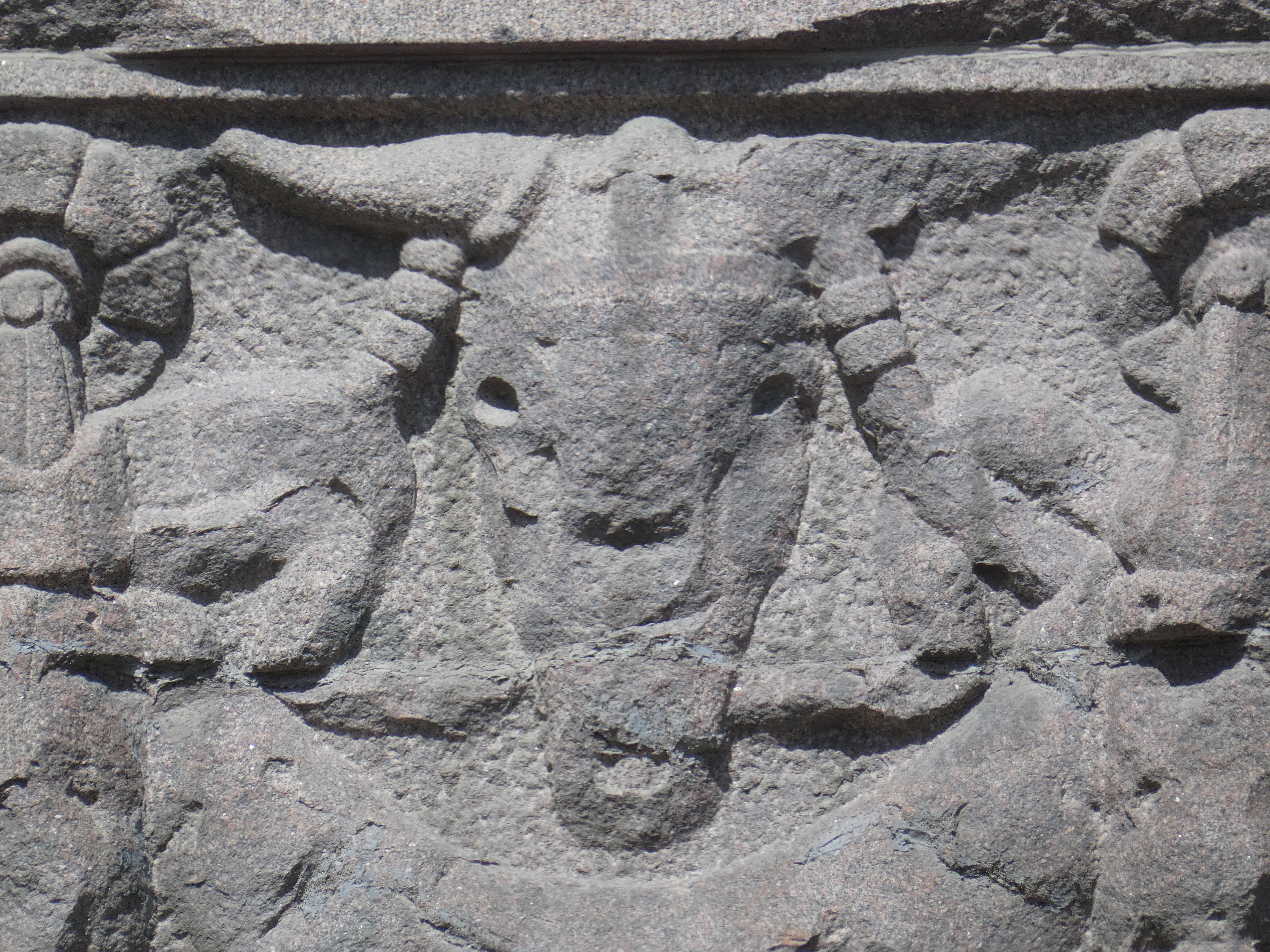
Бик
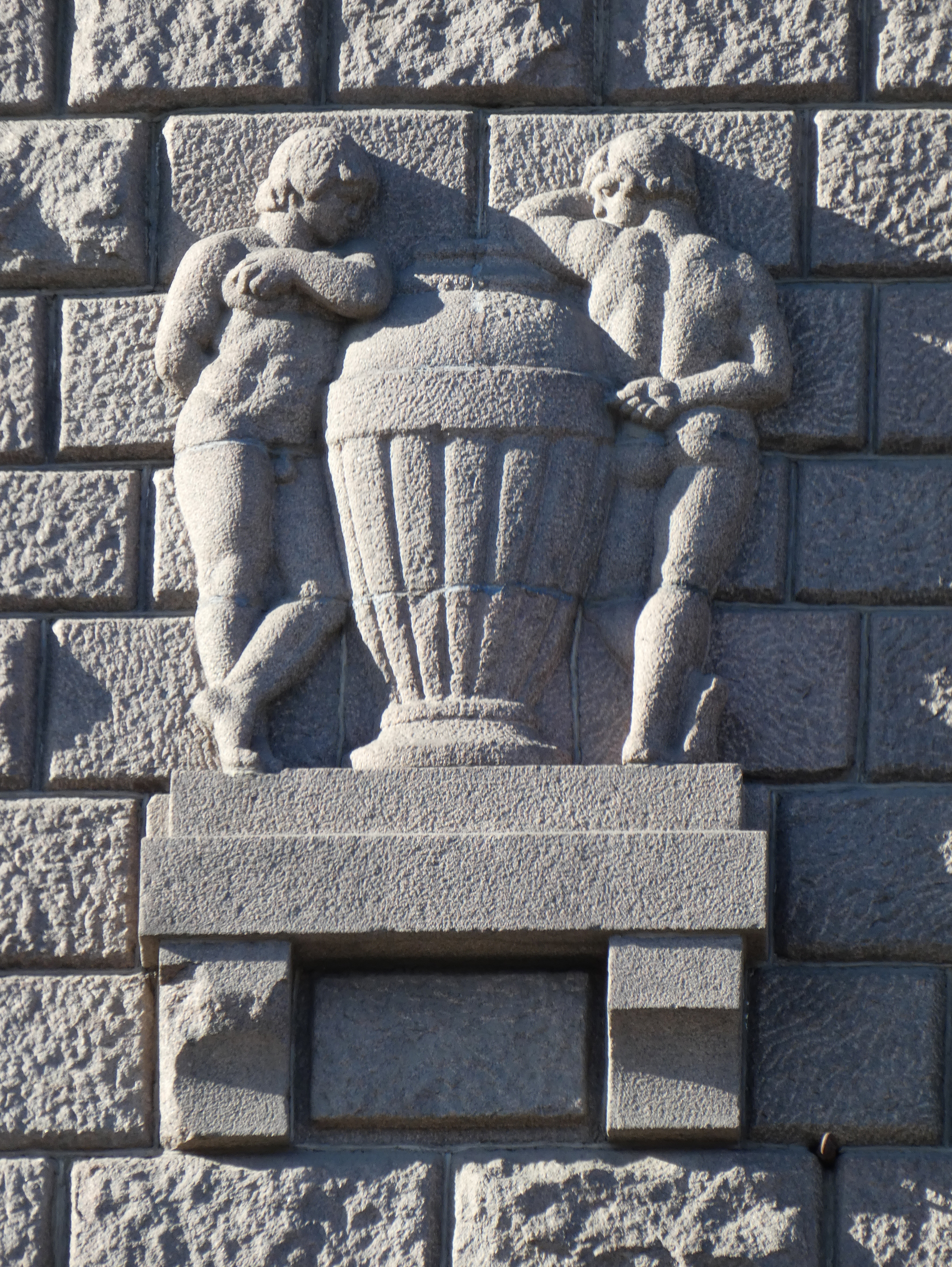
Декор